# D'Ocon Films
D'Ocon Studios (también conocido como D'Ocon Films o D'Ocon Productions, anteriormente D'Ocon Film Productions) es un estudio de animación y una empresa multimedia española con sede en Barcelona, Cataluña, España. Fundada en 1976 por el productor de cine y animación español Antoni d'Ocon, es una subsidiaria de Stainton Media Group.

## Producciones
Entre los productos que se encuentran detrás de D'Ocon se encuentran Problem Child, Los Fruittis, Delfy y sus amigos, Pocket Dragon, Dad'X y algunos otros.  Eran famosos por el bajo presupuesto con el que se desarrollaban sus espectáculos.
En 2019, D'Ocon asumió la responsabilidad de Los Fruittis y decidió reiniciar el programa como una nueva versión con imágenes generadas por computadora.
| Título                      | Año de estreno | Fecha final | Red original           |
| --------------------------- | -------------- | ----------- | ---------------------- |
| Los Aurones                 | 1987           | 1988        | Televisión Española    |
| Los Fruittis                | 1990           | 1992        | Televisión Española    |
| Chip & Charly               | 1991           | 1992        | France 2               |
| Delfy y sus amigos          | 1992           | 1992        | Televisión Española    |
| Basket Fever                | 1992           | 1996        | TVE                    |
| Sylvan (serie de animación) | 1995           | 1996        | FORTA                  |
| Pocket Dragon Adventures    | 1996           | 1997        |                        |
| Niño problema               | 1993           | 1994        | USA Network            |
| Scruff                      | 2000           | 2004        | Televisión de Cataluña |